# Ranjit Singh
Ranjit Singh (1780-1839) – twórca państwa Sikhów obejmującego Pendżab i sąsiednie obszary. Zjednoczył misle sikhijskie, tworząc jeden organizm polityczny i przyjmując tytuł maharadży. Przeprowadził reformę prawa, popierał rozwój ekonomiczny i kulturalny. W 1809 roku traktat zawarty z Anglikami pozwolił mu na uzyskanie faktycznej niezależności. Przyjmował do swojego wojska oficerów europejskich.